# World Athletics Continental Tour 2023
Il World Athletics Continental Tour 2023 è stata la quarta edizione del World Athletics Continental Tour, serie di meeting internazionali di atletica leggera organizzata annualmente dalla World Athletics.
Il numero di meeting Gold è salito a 13, rispetto ai 12 dell'edizione precedente e, in generale, il totale dei meeting di ogni livello è aumentato da 152 a 233.

## I meeting

### Gold
| Nº | Meeting                                                 | Stadio                            | Sede           | Data             |
| -- | ------------------------------------------------------- | --------------------------------- | -------------- | ---------------- |
| 1  | Maurie Plant Meet - Melbourne                           | Lakeside Stadium                  | Melbourne      | 22 - 23 febbraio |
| 2  | Botswana Golden Grand Prix                              | Stadio nazionale del Botswana     | Gaborone       | 29 aprile        |
| 3  | Kip Keino Classic                                       | Kasarani Stadium                  | Nairobi        | 13 maggio        |
| 4  | Seiko Golden Grand Prix                                 | Stadio internazionale di Yokohama | Yokohama       | 21 maggio        |
| 5  | USATF Bermuda Grand Prix                                | National Sports Centre            | Devonshire     | 21 maggio        |
| 6  | USATF Los Angeles Invitational                          | Drake Stadium                     | Los Angeles    | 27 maggio        |
| 7  | FBK Games                                               | Fanny Blankers-Koen Stadion       | Hengelo        | 4 giugno         |
| 8  | 5º Irena Szewińska Memorial                             | Stadio Zdzisław Krzyszkowiak      | Bydgoszcz      | 6 giugno         |
| 9  | Paavo Nurmi Games                                       | Stadio Paavo Nurmi                | Turku          | 13 giugno        |
| 10 | USATF NYC Grand Prix                                    | Icahn Stadium                     | New York       | 24 giugno        |
| 11 | 62nd Ostrava Golden Spike                               | Stadio comunale di Ostrava        | Ostrava        | 27 giugno        |
| 12 | Gyulai István Memorial - Hungarian Athletics Grand Prix | Bregyó Athletic Center            | Székesfehérvár | 18 luglio        |
| 13 | Memorial Borisa Hanžekovića                             | Sportski park Mladost             | Zagabria       | 10 settembre     |

### Silver
| Nº | Meeting                                              | Stadio                                   | Sede                 | Data           |
| -- | ---------------------------------------------------- | ---------------------------------------- | -------------------- | -------------- |
| 1  | The TEN                                              | JSerra Catholic HS                       | San Juan Capistrano  | 4 marzo        |
| 2  | Meeting International Djibouti                       | Stade Gouled                             | Gibuti               | 17 marzo       |
| 3  | Brisbane Track Classic                               | QSAC                                     | Brisbane             | 25 marzo       |
| 4  | Grand Prix international de Douala                   | Stade de la Réunification de Bepanda     | Douala               | 26 marzo       |
| 5  | Miramar Invitational                                 | Ansin Sports Complex                     | Miramar              | 8 aprile       |
| 6  | Drake Relays                                         | Drake Stadium                            | Des Moines           | 26 - 29 aprile |
| 7  | Track Festival                                       | Hilmer Lodge Stadium                     | Walnut               | 6 maggio       |
| 8  | NACAC New Life Invitational                          | Grand Bahama Sports Complex              | Freeport             | 13 maggio      |
| 9  | Filothei Women Gala                                  | Filothei Stadium                         | Atene                | 17 maggio      |
| 10 | Night of the 10,000m                                 | Parliament Hill Fields Athletics Track   | Londra               | 20 maggio      |
| 11 | USATF Throws Festival - Tucson Elite Classic         | Univ. of Arizona Roy P. Drachman Stadium | Tucson               | 20 maggio      |
| 12 | Meeting International de Dakar                       | Stadio Léopold Sédar Senghor             | Senegal              | 27 maggio      |
| 13 | 58th International Pentecost Sport Meeting Rehlingen | Bungertstadion                           | Rehlingen            | 28 maggio      |
| 14 | Montreuil International Meeting                      | Stade des Grands-Pêchers                 | Montreuil            | 31 maggio      |
| 15 | Music City Track Carnival                            | Vanderbilt Track                         | Nashville            | 3 giugno       |
| 16 | Racers Grand Prix                                    | National Stadium                         | Kingston             | 3 giugno       |
| 17 | Trond Mohn Games                                     | Fana Stadion                             | Bergen               | 3 giugno       |
| 18 | Portland Track Festival - High Performance           | Mt. Hood Community College               | Gresham              | 3 - 4 giugno   |
| 19 | 69° ORLEN Janusz Kusociński Memorial                 | Stadio della Slesia                      | Chorzów              | 4 giugno       |
| 20 | Pireaus Street Long Jump                             |                                          | Il Pireo             | 4 giugno       |
| 21 | Kuortane Games                                       | Kuortaneen keskusurheilukenttä           | Kuortane             | 17 giugno      |
| 22 | Czeslaw Cybulski Memorial 2023                       | Golęcin Stadion                          | Poznań               | 18 giugno      |
| 23 | Fly Olympia                                          |                                          | Olimpia              | 18 giugno      |
| 24 | Meeting Stanislas Nancy                              | Stade Raymond-Petit                      | Tomblaine            | 18 giugno      |
| 25 | Edmonton Pre World Invitational                      | Foote Field                              | Edmonton             | 2 luglio       |
| 26 | Meeting international de Sotteville 2023             | Stade Sottevillais 76                    | Sotteville-lès-Rouen | 7 luglio       |
| 27 | P-T-S meeting 2023                                   | Štadión SNP                              | Banská Bystrica      | 20 luglio      |
| 28 | Spitzen Leichathletik Luzern                         | Stadion Allmend                          | Lucerna              | 20 luglio      |
| 29 | Meeting di Madrid                                    | Estadio de Vallehermoso                  | Madrid               | 22 luglio      |
| 30 | Ed Murphey Classic                                   | Wolfe Track & Field Complex              | Memphis              | 4 - 5 agosto   |
| 31 | ISTAF Berlin                                         | Olympiastadion                           | Berlino              | 3 settembre    |
| 32 | Galà dei Castelli                                    | Stadio Comunale                          | Bellinzona           | 4 settembre    |
| 33 | 59. Palio Citta' della Quercia                       | Stadio Quercia                           | Rovereto             | 6 settembre    |